# Cantó de Saint-Paul-5
El cantó de Saint-Paul-5 és un cantó de l'illa de la Reunió, regió d'ultramar francesa de l'oceà Índic. Correspon a una fracció de la comuna de Saint-Paul.

## Història
| Data d'elecció | Identitat     | Partit |
| -------------- | ------------- | ------ |
| 2005 -         | Rico Floriant | UMP    |